# A1B (原子炉)
A1B は、アメリカ海軍のジェラルド・R・フォード級航空母艦のために設計された発電・推進用の原子炉である。
1998年に開発がスタートした。
型式名の A1B は以下のような意味である。
- A = 航空母艦用
- 1 = 設計担当メーカにおける炉心設計の世代
- B = 設計担当メーカ（ベクテル）

ジェラルド・R・フォード級では、前級のニミッツ級で搭載されていたA4W型原子炉を2基の新型炉で置き換えることを計画していた。A1Bはより小さく効率的な設計となっており、ニミッツ級のA4W型原子炉の約3倍の電力を発生することができる。炉心設計の近代化により炉心のエネルギー密度が向上し、従来より小出力のポンプが利用できて製造も容易になるとともに、近代的な電子制御・状態表示が実現される。これによって監視要員が従来の2/3で済むだけでなく、メンテナンス部分が劇的に少なくなっている。